# 沙別利尼亞 (若夫克瓦區)
50°14′33″N 23°37′58″E / 50.24250°N 23.63278°E
沙別利尼亞（烏克蘭語：Шабельня），是烏克蘭西部的村莊，隸屬利維夫州的利維夫區。該村面積1.42平方公里，海拔高度234米，2001年人口864，人口密度每平方公里608.45人。